# K9自走砲
K9“雷鸣”自行火炮，为韩国研制的自行火炮。
K9提升了作战效能与战场存活性且具备长射程，是除日本陆上自卫队的99式成为亚洲第一种使用155毫米52倍径火炮的自行火炮外，继德国联邦国防军陆军的PzH 2000自行火炮后全球第二种155毫米52倍径的自行火炮。

## 概述
美國授權生產的M109A2自走砲於1986年開始組裝生產後，韓國就準備研發更新一代的自走砲系統。

## 設計

### 武裝
主要武裝為韓國自製的155公厘52倍徑砲，採用半自動垂直滑楔式砲栓、大型柵狀砲口制退器與砲膛排煙器，俯仰範圍為-2.5度~+70度。
次要武裝為1挺12.7 mm口徑白朗寧M2重機槍。

## 制造缺陷问题
2010年8月，一輛K9在執行砲塔向右旋轉的指令時，砲塔卻朝左側旋轉撞上護欄，調查後是轉向組件有所缺失；同年9月，因防凍液問題導致38輛K9的發動機汽缸外壁發生腐蝕。

## 型號
- XK9：原型
- K9 Thunder：首種量產型。
- K9 VAJRA-T (Lightning)：印度版本，授權Larsen & Toubro生產（50%），包含13項主要系統。
- K9FIN Moukari (Sledge-hammer)：外銷芬蘭型號，包含APU。
- K9A1：首種升級型，增加APU、GPS等，並改進火控系統，可使用增程彈藥從而提升射程[3]。
- K9 Vidar (Versatile Indirect Artillery)： 外銷挪威型號，衍生自K9A1，包含APU.
- AS9 "Huntsman"：負責生產K-9的南韓「韓華技佳」(Hanwha Techwin)防務公司在澳洲當地設廠生產的型號[4]，以南韓韓華防衛的K9自走砲為基礎研製，其加裝自動裝填系統，可在15秒內進行3發不同彈道快速射擊，以讓3發砲彈同時彈著，同時也加強全車裝甲防護力[5]。
- K9A2：安裝自動裝填機，提升火砲射擊速度，從每分鐘6發提升至每分鐘8至9發，同時減少彈藥裝填過程中的人力介入與受傷風險，組員也能從現有5人減為3人[3]。
- K9A3：K9A2改進型計劃於 2025 年完成，為全自動無人化設計，研發中。
- T-155（英语：T-155 Fırtına）:外銷土耳其的衍生型。
- AHS Krab（英语：AHS Krab）：外銷波蘭的衍生型，使用K9底盤和AS-90砲塔。

- K10：K9配套的彈藥補給車。

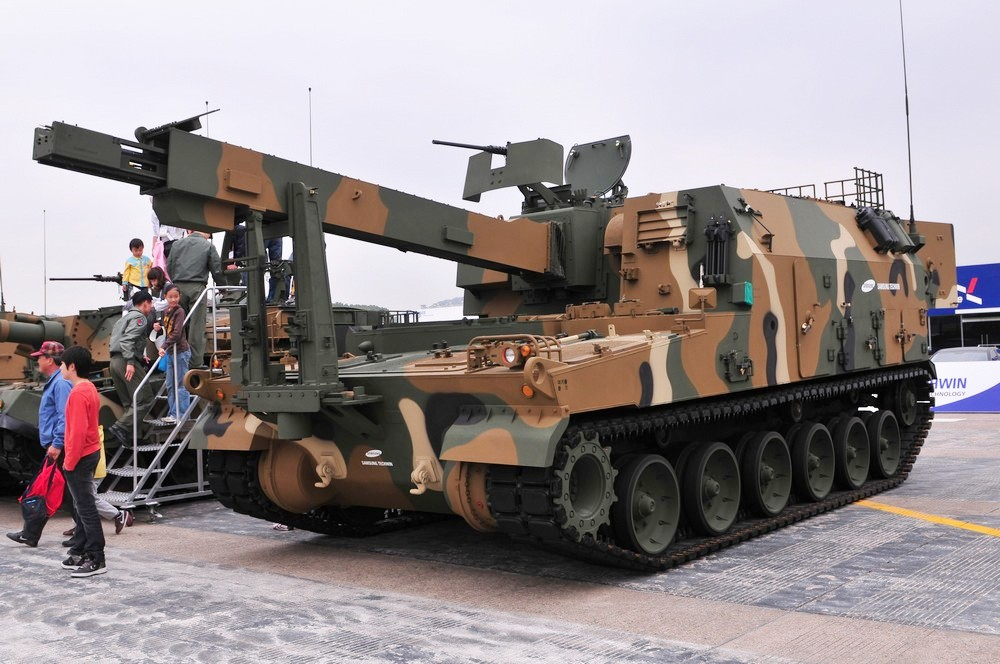
K10 彈藥補給車

- AS10：K10 AARV 的澳大利亞衍生型。

## 使用國

K9系列使用國

- 羅馬尼亞
  - 羅馬尼亞陸軍：訂購54輛[6][7]
- 爱沙尼亚：
  - 愛沙尼亞陸軍（英语：Estonian Land Forces）：2018年6月26日採購12輛[8][9][10]。

- 芬兰：
  - 芬蘭陸軍：2017年2月17日宣布購買48輛K9[11][12]。
- 印度：

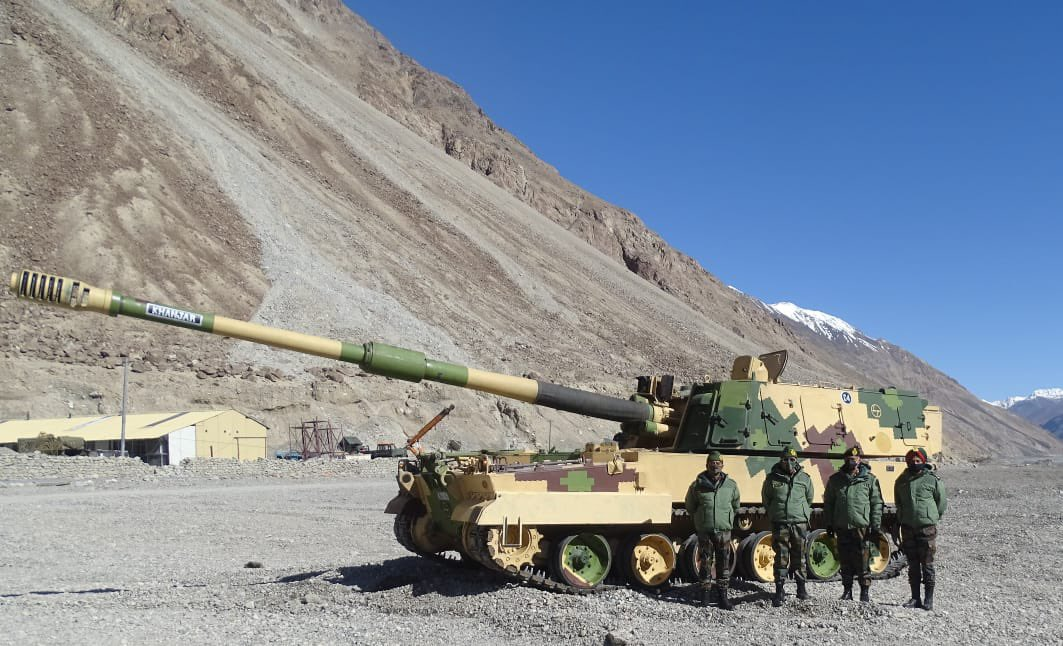
印度陸軍2020年中印邊境衝突期間佈署於拉達克的K9

- - 印度陸軍：10輛購買自韓國，100輛授權授權印度拉森图博生產，已於2021年2月完成交付[13][14]。計畫增購200輛[15]。

- 大韓民國：
  - 大韓民國陸軍：截至2018年，約生產1,136輛K9；到2030年，所有K9都將升級為K9A1，目前正在開發K9A2。

- 挪威：
  - 挪威皇家陸軍：[16][17][18]

- 土耳其：
  - 土耳其陸軍：从韩国引进相关技术并针对土耳其情况进行改进研发，其土耳其生產型号被命名为T-155“风暴”[19]。

- 波蘭：
  - 波蘭陸軍：2022年7月購買648架。[20]

- ：
  - 澳大利亞陸軍：2021年12月13日，澳洲國防部宣布從南韓「韓華防務」（Hanwha Defense）購買30門K9自走砲、15輛K10彈藥搬運裝甲車，並授權於維多利亞州吉朗生產[21][22]，澳洲方面將合作生產自走砲命名為AS-9「獵人」(Huntsman)[4]。

- 埃及：
  - 韓國國防採購計劃管理局(DAPA)宣布，埃及與南韓「韓華防衛公司」(Hanwha Defense Australia)完成簽約，將以17億美元購買200輛的K9自走砲與數十輛支援車，如K10彈藥補給車[23]。並取得K9自走砲技術轉移與當地生產的合約[24]。

### 同時代設計
- M109自走炮

## 備註
1. ↑  韓國稱為K55自走砲

## 資料來源
1. ↑  . YTN. 2021-07-03  [2021-09-22]. （原始内容存档于2022-01-24） （韩语）.
2. ↑  Hanwha, Kongsberg team up to bolster Australia's K9 howitzers （页面存档备份，存于）. C4ISRNET. 13 November 2020.
3. 1 2  . www.hanwhatechwin.co.kr.   [2017-09-12]. （原始内容存档于2017-07-07）.
4. 1 2  . Yahoo News. 2021-12-13  [2023-07-06]. （原始内容存档于2023-07-08） （中文（臺灣））.
5. ↑  . Yahoo Sports. 2023-07-05  [2023-07-06]. （原始内容存档于2023-07-07） （中文（臺灣））.
6. ↑  . www.facebook.com.   [2024-02-17]. （原始内容存档于2024-02-17）.
7. ↑  ,   [2024-06-23], 原始内容存档于2024-06-24 （中文（中国大陆））
8. ↑  Kund, Oliver. . www.postimees.ee. 2018-06-25  [2018-06-26]. （原始内容存档于2018-06-26） （爱沙尼亚语）.
9. ↑  Vahtla, Aili. . news.err.ee. ERR. 2018-06-26  [2018-06-26]. （原始内容存档于2018-06-26）.
10. ↑  ERR, ERR News |. . ERR. 2019-10-03  [2019-10-03]. （原始内容存档于2021-01-26） （英语）.
11. ↑  Suomi hankkii 48 käytettyä panssarihaupitsia Etelä-Koreasta （页面存档备份，存于） iltasanomat.fi, February 17, 2017.
12. ↑  Larrinaga, de, Nicholas. . IHS Jane's 360. London. 18 February 2017  [18 February 2017]. （原始内容存档于2017-02-18）. |url-status=和|dead-url=只需其一 (帮助)
13. ↑  .   [2015-10-10]. （原始内容存档于2015-10-09）.
14. ↑  . Army Recognition. 9 May 2018  [12 May 2018]. （原始内容存档于12 May 2018）.
15. ↑  . 青年日報社.   [2022-02-12]. （原始内容存档于2022-02-13） （中文（臺灣））.
16. ↑  Yeo, Mike. . Defense News. Melbourne. 20 December 2017  [26 December 2017]. （原始内容存档于2017-12-20）. |url-status=和|dead-url=只需其一 (帮助)
17. ↑  Grevatt, Jon. . IHS Jane's 360. 22 December 2017  [26 December 2017]. （原始内容存档于2017-12-26）. |url-status=和|dead-url=只需其一 (帮助)
18. ↑  Erlien Dalløkken, Per. . Teknisk Ukeblad. 20 December 2017  [26 December 2017]. （原始内容存档于2017-12-26） （挪威语）. |url-status=和|dead-url=只需其一 (帮助)
19. ↑  . m.thepaper.cn.   [2023-07-04]. （原始内容存档于2023-07-04）.
20. ↑  ,   [2023-05-14], （原始内容存档于2023-05-29） （中文（中国大陆））
21. ↑  記者羅翊宬. . ETtoday新聞雲.   [2021-12-13]. （原始内容存档于2021-12-13） （中文（臺灣））.
22. ↑  남효정. . MBC NEWS. 2021-12-13  [2021-12-13]. （原始内容存档于2021-12-13） （韩语）.
23. ↑  記者江飛宇. . 中時新聞網.   [2022-02-02]. （原始内容存档于2022-02-16） （中文（臺灣））.
24. ↑  . 自由時報.   [2022-02-02]. （原始内容存档于2022-02-16） （中文（臺灣））.

## 外部連結
- K9 Thunder Self-propelled Howitzer - Artillery Systems - Hanwha Defense （页面存档备份，存于）
- Global Security on K-9 Howitzer（页面存档备份，存于）
- K-9雷鳴式自走砲 （页面存档备份，存于）